# Мариано, Брайан
Брайан Винсент Мариано (нидерл. Brian Vincent Mariano; род. 22 января 1985, Виллемстад, Нидерланды) — нидерландский легкоатлет, специалист по бегу на короткие дистанции. Выступал за сборные Нидерландских Антильских островов и Нидерландов по лёгкой атлетике в 2004—2015 годах, чемпион Европы, чемпион Игр Центральной Америки и Карибского бассейна, победитель и призёр первенств национального значения, участник летних Олимпийских игр в Лондоне.

## Биография
Брайан Мариано родился 22 января 1985 года в Виллемстаде, Кюрасао.
Впервые заявил о себе на международном уровне в сезоне 2004 года, когда вошёл в состав сборной Нидерландских Антильских островов и выступил на юниорском мировом первенстве в Гроссето, где в беге на 100 метров дошёл до стадии полуфиналов.
В 2005 году бежал 100 метров на чемпионате Центральной Америки и Карибского бассейна в Нассау.
В 2006 году на Играх Центральной Америки и Карибского бассейна в Картахене вместе с соотечественниками одержал победу в зачёте эстафеты 4 × 100 метров.
В 2007 году в эстафете 4 × 100 метров занял шестое место на Панамериканских играх в Рио-де-Жанейро.
В 2010 году дошёл до полуфинала в беге на 60 метров на чемпионате мира в помещении в Дохе, в эстафете 4 × 100 метров выиграл бронзовую медаль на Играх Центральной Америки и Карибского бассейна в Маягуэсе.
С 2011 года выступал за нидерландскую национальную сборную. Так, представлял Нидерланды на чемпионате Европы в помещении в Париже, где в дисциплине 60 метров стал в финале шестым, и стартовал в составе нидерландской эстафетной команды на чемпионате мира в Тэгу.
В 2012 году на чемпионате Европы в Хельсинки вместе с соотечественниками Джованни Кодрингтоном, Чуранди Мартина и Патриком ван Лёйком превзошёл всех соперников в программе эстафеты 4 × 100 метров и завоевал золотую награду. Благодаря этому успешному выступлению удостоился права защищать честь страны на летних Олимпийских играх в Лондоне, где в той же дисциплине с теми же партнёрами занял в финале пятое место.
В декабре 2012 года в аэропорту Кюрасао у Мариано обнаружили 750 граммов кокаина. Его приговорили к шести месяцам тюремного срока и трём годам условного лишения свободы, при этом он всё же сумел вылететь в Нидерланды.
В 2013 году на чемпионате мира в Москве занял пятое место в эстафете 4 × 100 метров.
В 2015 году дошёл до полуфинала в беге на 60 метров на чемпионате Европы в помещении в Праге, принимал участие в чемпионате мира по эстафетному бегу в Нассау.
В феврале 2016 года на соревнованиях во Франции провалил допинг-тест — в пробе Мариано обнаружили неназванное запрещённое вещество. В итоге спортсмена отстранили от участия в соревнованиях сроком на 4 года.